# Andrej Golubev
Andrej Golubev (russisk: Андре́й Алекса́ндрович Го́лубев tr. Andrej Aleksandrovitj Golubev ; født 22. juli 1987 i Volsjskij, Sovjetunionen) er en russisk kasakhstansk tennisspiller, der blev professionel i 2005. Han fik Kasakhstansk statsborgerskab i 2008. Han har (pr. september 2010), vundet én ATP-turneringer, og hans højeste placering på verdensranglisten er en 36. plads, som han opnåede i august 2010.